# Сметана, Августин
Августин Сме́тана (чеш. Augustin Smetana; 15 июня, 1814 года, Прага, Австрийская империя — 30 января, 1851 года, там же) — австрийский чешский философ

, был близок к левому гегельянству.

## Биография
Родился в семье причетника староместской церкви Св. Кастула в Праге. Старший из тринадцати детей. В 1830 году окончил с отличием новоместсткую гимназию при монастыре Св. Креста, в течение двух лет учился на расширенном, «философском» курсе гимназии, в 1832-м в качестве послушника монашеского ордена Крестоносцев красной звезды приступил к изучению богословия. В 1835-м принял монашеские обеты. В следующем году закончил изучение теологии, в 1837 году рукоположен в священники. Прервал занятия философией, так как они мешали исполнению им обязанностей священника, сперва в Добржиховице, затем в Хебе. Тем не менее, в 1841 году смог получить степень доктора философии. В 1842—1845 годах служил в Пражском университете ассистентом у Франца Экснера. В 1842 году вместе с Экснером совершил поездку по Германии и познакомился с тамошней университетской системой. После того  как Экснера в 1845 году пригласили в Вену, замещал его до 1847 года.
В 1848—1849 годах преподавал философию в пражской новоместской гимназии, параллельно являясь экстраординарным профессором истории философии Пражского университета. Участвовал в  конкурсах на занятие места профессора философии в Инсбруке (1842), Черновцах (1845), Оломоуце (1846), а в 1849 году, рассчитывая на рекомендацию Экснера, и в Пражском университете, но всякий раз безуспешно. Активное участие Сметаны в революционных событиях 1848 года, сделало его кандидатуру непроходной. Экснер не разделял политических взглядов Сметаны и не дал рекомендацию. Тем не менее, Сметана был избран на 1848 год деканом философского факультета. Избрание декана осуществлялось в Пражском университете на формальных основаниях — по старшинству. Сметана оказался самым старшим по возрасту из докторов факультета, ещё не занимавшим этой должности.
В ноябре 1849 года Сметана стал редактором организованной Ф. Палацким газеты «Унион». В марте 1850 года в газете было опубликовано заявление Сметаны о его выходе из монашеского ордена и из церкви. Несколько призывов консистории к Сметане отказаться от его слов остались без ответа, и 23 апреля он был отлучен. Сметана отправляется в Альтону (тогда пригород, ныне — район Гамбурга) на должность частного учителя, но заболев туберкулёзом, в декабре того же года возвращается в Прагу. Кардинал Шварценберг предпринимает ещё одну попытку вернуть смертельно больного философа в лоно церкви, но Сметана не отказывается от своих убеждений. Вскоре после этого он умирает.
Похороны Сметаны вылились в демонстрацию десятков тысяч студентов, преподавателей и жителей Праги на Вацлавской площади. Сметана был похоронен на лютеранском кладбище в Карлине. В 1900 году его прах был перенесён на Ольшаны.

## Сочинения
- Die Bestimmung unseres Vaterlandes Böhmen vom allgemeinen Standpunkt aufgefaßt (нем.). — Prag: F. Ehrlich, 1848.
- Die Bedeutung des gegenwärtigen Zeitalters (нем.). — Prag: F. Ehrlich, 1848.
- Die Katastrophe oder Ausgang der Geschichte der Philosophie (нем.). — Hamburg: Hoffmann & Campe, 1850.
- Geschichte eines Exkommunicierten (нем.) / Mit einem Vorwort von Alfred Meißner. — Leipzig: W. Grunow, 1863.
- Zápisky z cirkve vyobcovaného kněze = Geschichte eines Exkommunicierten (чешск.) / Přel. a vyd. Vácslav Bambas. — Praha: Nákl. vyd., 1863.
- Der Geist, sein Entstehen und Vergehen (нем.). — Prag: Steinhauser, 1865.
- Úvahy o budoucnosti lidstva = Die Bedeutung des gegenwärtigen Zeitalters (чешск.) / přel. Jednotou filosofickou v Praze. — Praha: J. Laichter, 1903. — (Otázky a názory VII, Sebrané spisy filosofické Dr. A. Smetany I.).
- Sebrané spisy (чешск.) / ed. M. Bayerová, sv. I—II. — Praha: Československá akademie věd, 1960—62. — (Filosofická knihovna).